# 龐畢度中心
龐畢度中心（法語：Centre Georges-Pompidou）全名為龐畢度國家藝術和文化中心（Centre national d'art et de culture Georges-Pompidou），俗稱博堡（Beaubourg），是一棟座落於法國首都巴黎第四區的複合建築，位於蒙特吉爾街、瑪萊區及大堂附近，龐畢度中心也是一棟高科技建築。
龐畢度中心內部包括公共資訊圖書館、法國國立現代藝術美術館（Musée National d'Art Moderne）與聲學、音樂研究和協作學院。

## 历史
在1969年時，法國總統喬治·龐畢度為了紀念帶領法國於第二次世界大戰時擊退希特勒的戴高樂總統，於是倡議興建一座現代藝術博物館。經過國際競圖，最後從600多個參與競圖的團隊選出一個做為興建的建築造形風格。但是因為喬治·龐畢度於1974年因癌症逝世，所以建築於1977年1月31日完工啟用後（當時總統為瓦莱里·吉斯卡尔·德斯坦）就命名為龐畢度中心來紀念他。龐畢度中心自從1977年開幕以來已經有超過1億5,000萬人次參觀。

## 建築特色
龐畢度中心是由義大利建築師倫佐·皮亞諾設計、英國建築師夫婦理察·羅傑斯及蘇·羅傑斯（Su Rogers）、弗蘭奇尼（Gianfranco Franchini）、英國結構工程師埃德蒙·哈波爾德（Edmund Happold）及愛爾蘭結構工程師彼得·萊斯（Peter Rice）。為了選出龐畢度中心的設計，當時舉辦建築設計比賽，並將結果公佈於1971年。龐畢度中心完工後，引起法國社會大眾諸多爭議，由於它與巴黎的傳統風格建築完全相反，造成許多巴黎市民無法接受，但也有藝文人士大力支持，有人則稱它是「市中心的煉油廠」。
理查·羅傑斯後來贏得2007年的普利茲克獎，當時《紐約時報》在報導中指出，設計龐畢度中心「令建築界天翻地覆」、「羅傑斯先生在1977年完成了高科技且反傳統風格的龐畢度中心而贏得了聲譽，尤其是龐畢度中心骨架外露並擁有鮮豔的管線機械系統」。
所有功能結構要素的建設都採用不同顏色來區別：藍色的管道是控制空調、綠色管道則水管，電子線路則封裝在黃色管線中，而自動扶梯及維護安全的設施（例如滅火器）則採用紅色。

## 建築
48°51′38.35″N 02°21′08.68″E / 48.8606528°N 2.3524111°E
龐畢度中心是由万喜所承包，於1977年完工。龐畢度中心造價為9億9,300萬法郎（以1972年的幣值計算）。龐畢度中心從1996年10月展開整修工程，並於2000年1月完成，預算為5億7,600萬法郎。（根據1999年的幣值計算）。
| \| 建築規格 [1] \| 建築規格 [1] \| \| ------------- \| ------------------------------------------------------------- \| \| 土地面積 \| 2公頃（5英畝） \| \| 建築面積 \| 103,305 m2 \| \| 地上建築 \| 7 層 \| \| 高度 \| 42 公尺（面臨Beaubourg街這一面）, 45.5 公尺（面臨廣場這一面） \| \| 長度 \| 166 公尺 \| \| 寬度 \| 60 公尺 \| \| 地下建築 \| 3 層 \| \| 尺寸 \| 深: 18 公尺; 長: 180 公尺; 寬: 110 公尺 \| \| 耗用材料 [1] \| \| \| 土方工程 \| 300,000 m3 \| \| 鋼筋混凝土 \| 50,000 m3 \| \| 金屬框架 \| 15,000 公噸 \| \| 外牆/玻璃表面 \| 11,000 m2 \| \| 不透明表面 \| 7,000 m2 \| |                                                               |
| 建築規格 |                                                               |
| 土地面積 | 2公頃（5英畝）                                                |
| 建築面積 | 103,305 m2                                                    |
| 地上建築 | 7 層                                                          |
| 高度 | 42 公尺（面臨Beaubourg街這一面）, 45.5 公尺（面臨廣場這一面） |
| 長度 | 166 公尺                                                      |
| 寬度 | 60 公尺                                                       |
| 地下建築 | 3 層                                                          |
| 尺寸 | 深: 18 公尺; 長: 180 公尺; 寬: 110 公尺                       |
| 耗用材料 |                                                               |
| 土方工程 | 300,000 m3                                                    |
| 鋼筋混凝土 | 50,000 m3                                                     |
| 金屬框架 | 15,000 公噸                                                   |
| 外牆/玻璃表面 | 11,000 m2                                                     |
| 不透明表面 | 7,000 m2                                                      |

## 展覽
龐畢度中心每年都會舉辦幾個主題展覽，不論是在第1層還是第6層。展覽中也包括許多專題報導。

## 周圍
蓬皮杜中心前方是蓬皮杜广场（Place Georges-Pompidou），這裡經常聚集許多街頭藝人，例如默劇及雜技表演者。小型的狂歡節則會在春季出現在蓬皮杜广场，包括樂團演奏、諷刺畫與素描等藝術表演，甚至還有滑板競賽。
位於蓬皮杜中心南侧，斯特拉文斯基廣場上的斯特拉文斯基喷泉（La Fontaine Stravinsky）則是法國著名藝術家妮基·桑法勒與尚·丁格利（Jean Tinguely）的作品。他們藉由這個噴泉表達出俄羅斯作曲家伊戈尔·费奥多罗维奇·斯特拉文斯基的音樂風格。斯特拉文斯基喷泉於1983年完工開幕。

## 外部連結
- 龐畢度中心官方網站 （页面存档备份，存于）
- Official website
- Bibliothèque publique d'information website （页面存档备份，存于）
- Encyclopaedia Britannica, Centre Geroges Pompidou （页面存档备份，存于）
- Paris Pages – Musée National d'Art Moderne （页面存档备份，存于）
- - Le Centre Pompidou et son rayonnement （页面存档备份，存于）
- Photographs （页面存档备份，存于）
- Preview of Pompidou-Metz extension at Specifier Magazine
- Dossier: Richard Rogers + Architects, exhibition at the Centre Pompidou, 2007 （页面存档备份，存于）
- English-language site on Centre Pompidou （页面存档备份，存于）
- Photosynth experience - Centre Georges Pompidou （页面存档备份，存于）